# Doug Ducey
Douglas Anthony "Doug" Ducey (født 9. april 1964 i Toledo, Ohio) er en amerikansk politiker, der var guvernør for den amerikanske delstat Arizona fra 2015 til 2023. Han er medlem af det Republikanske parti.
Doug Ducey blev valgt til guvernør 4. november 2014 og overtog embedet 5. januar 2015.